# دوراة سادات (مقاطعة تشرام)
دوراة سادات (بالفارسية: دوراه سادات) هي قرية تقع في قسم سرفارياب الريفي (مقاطعة تشرام) في إيران. يقدر عدد سكانها بـ 0 نسمة بحسب إحصاء 2016.